# Championnat d'Irlande du Nord de football 1950-1951
Navigation
Édition précédente Édition suivante
Le 50e Championnat d'Irlande du Nord de football se déroule en 1950-1951. Glentoran FC prend sa revanche sur son voisin Linfield FC en remportant le championnat et en réalisant le doublé avec la victoire en finale de la Coupe d'Irlande du Nord de football.
Glentoran gagne son neuvième titre de champion d’Irlande du Nord avec 4 points d’avance sur Linfield.
Avec 23 buts marqués chacun, Sammy Hughes de Glentoran FC et Walter Allen de Portadown FC se partagent le titre de meilleur buteur de la compétition.

## Les 12 clubs participants
- Ards Football Club
- Bangor Football Club
- Ballymena United Football Club
- Cliftonville Football Club
- Coleraine Football Club
- Crusaders Football Club
- Derry City Football Club
- Distillery Football Club
- Glenavon Football Club
- Glentoran Football Club
- Linfield Football Club
- Portadown Football Club

## Classement
| Rang | Équipe           | Pts | J  | G  | N | P  | Bp | Bc | Diff |
| ---- | ---------------- | --- | -- | -- | - | -- | -- | -- | ---- |
| 1    | Glentoran FC     | 38  | 22 | 18 | 2 | 2  | 66 | 21 | +45  |
| 2    | Linfield FC      | 34  | 22 | 15 | 4 | 3  | 57 | 24 | +33  |
| 3    | Glenavon FC      | 31  | 22 | 14 | 3 | 5  | 58 | 31 | +27  |
| 4    | Coleraine FC     | 28  | 22 | 13 | 2 | 7  | 55 | 35 | +20  |
| 5    | Portadown FC     | 25  | 22 | 12 | 1 | 9  | 55 | 35 | +20  |
| 6    | Distillery FC    | 22  | 22 | 9  | 4 | 9  | 45 | 44 | +1   |
| 7    | Crusaders FC     | 21  | 22 | 8  | 5 | 9  | 42 | 51 | -9   |
| 8    | Cliftonville FC  | 16  | 22 | 7  | 2 | 13 | 42 | 60 | -18  |
| 9    | Derry City FC    | 16  | 22 | 6  | 4 | 12 | 27 | 50 | -23  |
| 10   | Ballymena United | 14  | 22 | 5  | 4 | 13 | 30 | 54 | -24  |
| 11   | Bangor FC        | 11  | 22 | 4  | 3 | 15 | 28 | 62 | -34  |
| 12   | Ards FC          | 8   | 22 | 3  | 2 | 17 | 28 | 66 | -38  |

|  | Champion d'Irlande du Nord |
|  | Relégation                 |

### Meilleur buteur
- Sammy Hughes, Glentoran FC 23 buts
- Walter Allen, Portadown FC 23 buts

## Bilan de la saison
| Tableau d'Honneur                         |              |
| Compétition                               | Vainqueur    |
| Championnat d'Irlande du Nord de football | Glentoran FC |
| Coupe d'Irlande du Nord de football       | Glentoran FC |

| Promotions et relégations |       |
| Relégués                  | Aucun |
| Promus                    | Aucun |